# Groft Signeret
Groft Signeret er den danske gruppe Poulin og de lidt brugtes andet album med Nils-Ole Poulin som forsanger.
 Der er for få eller ingen kildehenvisninger i denne artikel, hvilket er et problem. Du kan hjælpe ved at angive troværdige kilder til de påstande, som fremføres i artiklen.